# Masko härad
Masko härad är ett före detta härad i Åbo och Björneborgs län i Finland.
Ytan (landsareal) var 2303,4 km² 1910; häradet hade 31 december 1908 41.378 invånare med en befolkningstäthet av 18,0 inv/km².

## Landskommuner
De ingående landskommunerna var 1910 som följer:
- Brunkala, finska: Prunkkala
- Eura
- Karinais, finska: Karinainen
- Koskis, finska: Koski
- Lundo, finska: Lieto
- Masko, finska: Masku
- Nousis, finska: Nousiainen
- Nådendals landskommun, finska: Naantalin maalaiskunta
- Oripää
- Patis, finska: Paattinen
- Pöytis, finska: Pöytyä
- Reso, finska: Raisio
- Rusko
- S:t Marie, finska: Maaria (Räntämäki)
- S:t Mårtens, finska: Marttila
- Vahto
- Yläne

När Pikis och Virmo härader upphörde 1955 överfördes Kakskerta, Karuna, Pemar, Pikis, Sagu och S:t Karins från det förstnämnda häradet och Houtskär, Korpo, Merimasku samt Rimito från det sistnämnda.
Nådendals landskommun införlivades i staden 1964. S:t Marie införlivades i Åbo stad 1967, Kakskerta 1968 och Patis 1973. Karuna uppgick i Sagu 1969.